# 越南标准时间

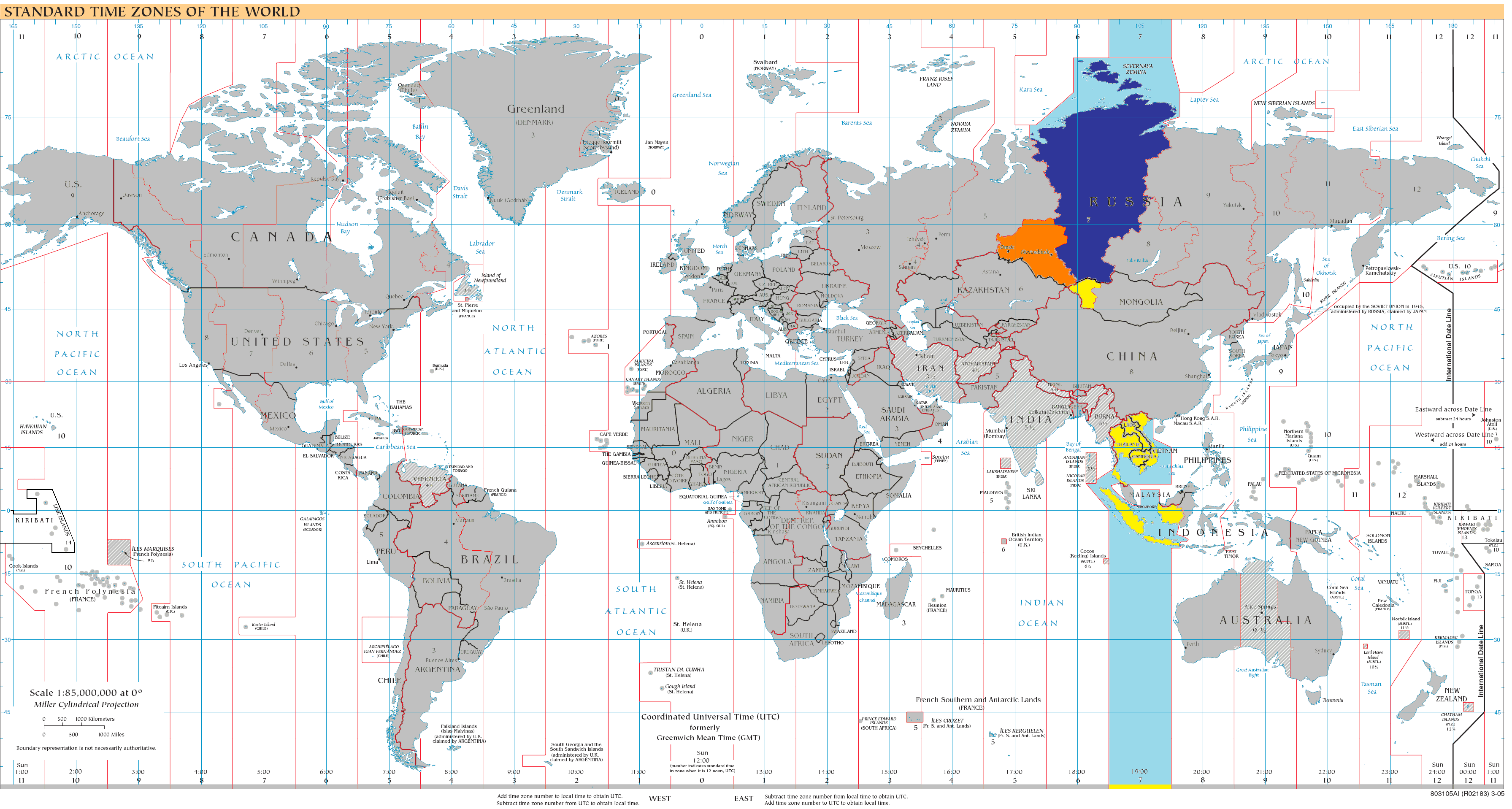
越南目前采用印度支那时间（UTC+7）为标准时间

越南全国位于東七區，全年采用印度支那时间（UTC+7）作为时间标准，不实行夏令时。与老挝、柬埔寨及泰国等国家的标准时间一致，但比中国大陆、香港、澳門、台湾、新加坡以及马来西亚慢1小时，比大韓民國和日本慢2小时，同时比澳大利亚珀斯慢1小时，较澳大利亚悉尼、墨尔本、布里斯班、坎培拉、塔斯马尼亚和新西兰的惠灵顿、奥克兰、基督城分别慢3小时及5小时。

## 外部連結
- 越南時間 （页面存档备份，存于）